# Tommaso (arcivescovo di Otranto)
Tommaso (... – 1320) è stato un arcivescovo cattolico italiano.

## Biografia
Poco si sa della sua vita e delle sue origini. 
Il 15 aprile 1310 papa Clemente V lo nominò arcivescovo metropolita di Otranto, ricevendo lo stesso giorno la consacrazione episcopale dalle mani dello stesso pontefice. 
Morì nel 1320.

## Genealogia episcopale
La genealogia episcopale è:
- Papa Clemente V
- Arcivescovo Tommaso di Otranto